# Revolta a la muntanya
 Revolta a la muntanya  (original: Allegheny Uprising) és una pel·lícula estatunidenca dirigida per William A. Seiter el 1939 produïda per la RKO Pictures, i protagonitzada per Claire Trevor i John Wayne. Basada en la novel·la de 1937 The First Rebel de Neil H. Swanson, amb un guió cinematogràfic del productor de la pel·lícula P. J. Wolfson, i dirigida per William A. Seiter, la pel·lícula és vagament basada en la història coneguda com la rebel·lió dels Black Boys de 1765, després del final de la guerra amb els francesos i els indis. Ha estat doblada al català.

## Argument
16 anys abans de la Revolució, en una vall de Pennsilvània, colons anglesos van prendre les armes en nom de la llibertat.
James Smith i els seus companys van formar així part de la història de les muntanyes Allegheny.

## Repartiment
- Claire Trevor: Janie MacDougall
- John Wayne: James Smith
- George Sanders: Capità Swanson
- Brian Donlevy: Ralph Callendar
- Wilfrid Lawson: 'Mac' MacDougall
- Robert Barrat: Magistrat Duncan
- John P. Hamilton: El professor
- Moroni Olsen: Tom Calhoon
- Eddie Quillan: Will Anderson
- Noble Johnson (no surt als crèdits): un indi captiu

## Rebuda
La pel·lícula va registrar unes pèrdues de 230.000 dòlars.

## Colorització
La pel·lícula va ser acolorida durant els últims anys 1980 i es va estrenar en VHS.